# Combishort

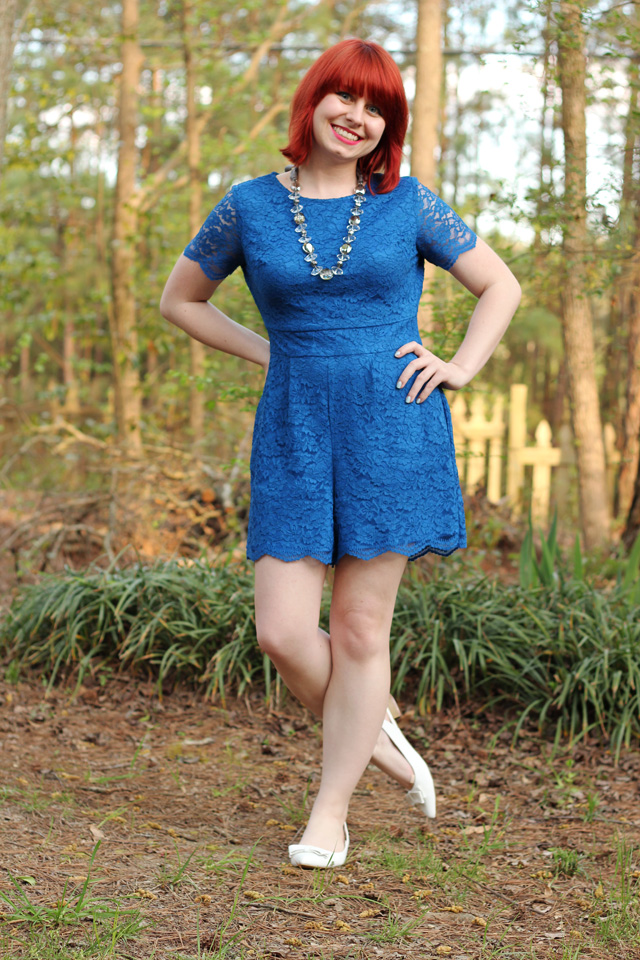
Femme portant un combishort en dentelle.

Un combishort, écrit aussi combi-short, est un vêtement d'une seule pièce semblable à une robe courte mais avec les deux jambes séparées comme un short.

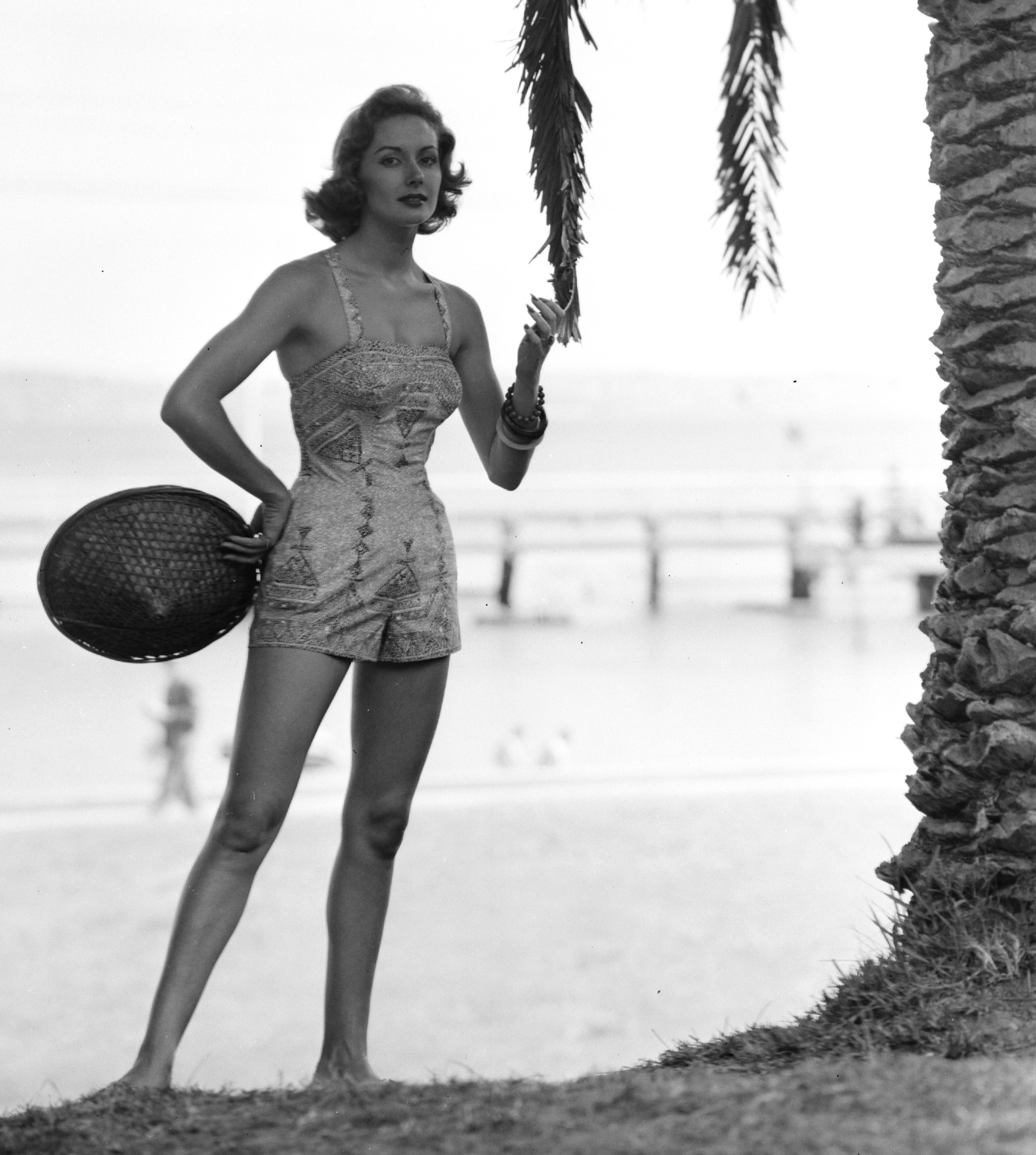
Femme portant un combishort en 1952.